# Avenue Guillaume Crock
 (août 2025).
Si vous disposez d'ouvrages ou d'articles de référence ou si vous connaissez des sites web de qualité traitant du thème abordé ici, merci de compléter l'article en donnant les références utiles à sa vérifiabilité et en les liant à la section « Notes et références ».
 (août 2025).
Motif : Rue sans notoriété évidente. Sources secondaires semblent absentes.
- Archive Wikiwix
- Bing
- Cairn
- DuckDuckGo
- E. Universalis
- Gallica
- Google
- G. Books
- G. News
- G. Scholar
- Persée
- Qwant
- (zh) Baidu
- (ru) Yandex
- (wd) trouver des œuvres sur Wikidata

| 1. | Préciser le motif de la pose du bandeau. | Précisez le motif de la pose du bandeau en utilisant la syntaxe suivante : {{admissibilité à vérifier\|date=août 2025\|motif=remplacez ce texte par le motif}}                              |
| 2. | Informer les utilisateurs concernés.     | Pensez à avertir le créateur de l'article, par exemple, en insérant le code ci-dessous sur sa page de discussion : {{subst:avertissement admissibilité à vérifier\|Avenue Guillaume Crock}} |

Pour les articles homonymes, voir Crock.
L'avenue Guillaume Crock est une rue bruxelloise de la commune d'Auderghem qui relie la place Édouard Pinoy à l'avenue de la Houlette, est parallèle à l'avenue Gustave Demey et est longue de 270 mètres. La numérotation des habitations va de 1 à 75 pour le côté impair et de 4 à 94 pour le côté pair.

## Historique et description
La voie prend sa dénomination actuelle le 16 avril 1927.

### Origine du nom
Cette avenue rend hommage au dernier soldat auderghemois mort pendant la Première Guerre mondiale. Guillaume Crock, né le 2 avril 1883 à Auderghem, décédé de grippe et pneumonie le 8 novembre 1918 à Adinkerke. Il était domicilié en la commune d'Auderghem.

## Situation et accès
| ___ | Ce site est desservi par la station de métro : Demey. |